# アンディ・アッカーマン
アンディ・アッカーマン（Andy Ackerman、1956年 - ）は、アメリカ合衆国のテレビプロデューサー。

## 作品
- ラリーのミッドライフ★クライシス シーズン3
- ラリーのミッドライフ★クライシス シーズン1